# Mil Mi-3
El Mil Mi-3 (en ruso: Ми-3) es un helicóptero utilitario ligero Soviético diseñado originalmente en la década de 1960 como una versión derivada del Mil Mi-2. Es también una designación Rusa sobre la cooperación Polaca-Soviética relacionada con la ampliación basada en los helicópteros Mi-2, que podría sustituir al Mil Mi-4 desde 1971. El proyecto nunca pasó de la etapa de diseño. Debido a los problemas propios de esta cooperación, los polacos decidieron construir un nuevo helicóptero por sus propios medios, designado como PZL W-3 Sokól.

### Desarrollos relacionados
- Mil Mi-2